# Museum Koenig

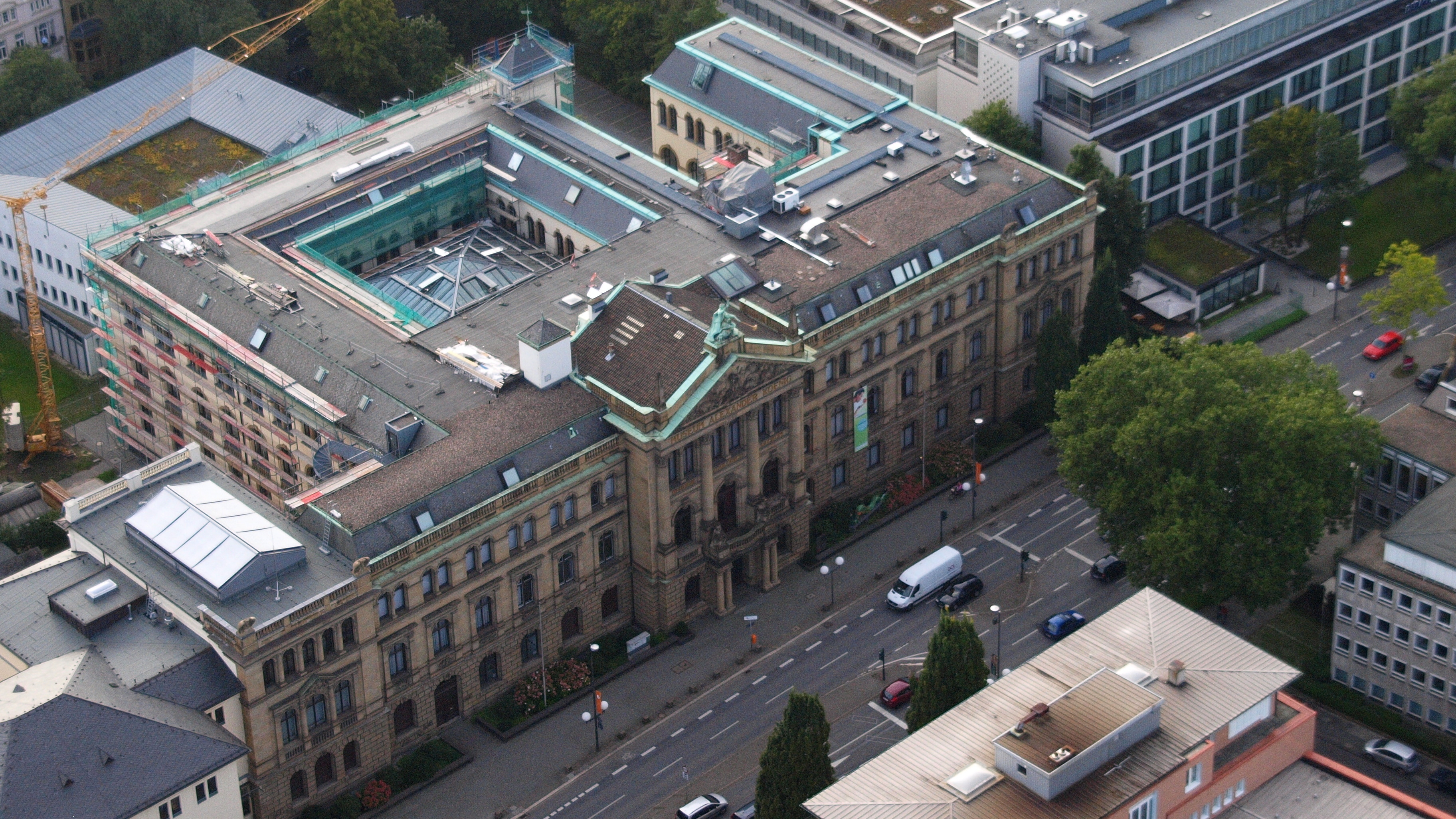
Museum Koenig, Luftaufnahme (2010)

Das Museum Koenig Bonn (ZFMK) in Bonn ist ein Naturkundemuseum und Teil des Leibniz-Instituts zur Analyse des Biodiversitätswandels, einer Stiftung des öffentlichen Rechts des Landes Nordrhein-Westfalen.
Seit dem 1. Juli 2021 wurde der Name des ehemaligen „Zoologisches Forschungsinstitut und Museum Alexander Koenig – Leibniz-Institut für Biodiversität der Tiere“ in Leibniz-Institut zur Analyse des Biodiversitätswandels geändert. Hinzu kommt seither als zweiter Standort das Museum der Natur Hamburg, ehemals Centrum für Naturkunde der Universität Hamburg. Sitz der Stiftung ist Bonn.
Das Museumsgebäude befindet sich direkt an der Bundesstraße 9 am Rande des Bundesviertels, steht als Baudenkmal unter Denkmalschutz und ist eine Station des Geschichtsrundwegs Weg der Demokratie, weil am 1. September 1948 in der großen Halle des Museums der Festakt zum Zusammentritt des Parlamentarischen Rates stattfand.
Das Museum ist Mitglied der Leibniz-Gemeinschaft und wird von Bund und Ländern gemeinsam finanziert. Spezialisiert ist es auf rezente Wirbeltiere und Gliederfüßer. Die Forschungseinrichtung entstand aus dem Privatmuseum des Bonner Ornithologen und Universitätsprofessors Alexander Koenig, der dieses 1929 dem preußischen Staat übereignete.

## Geschichte

### Gründungsgeschichte

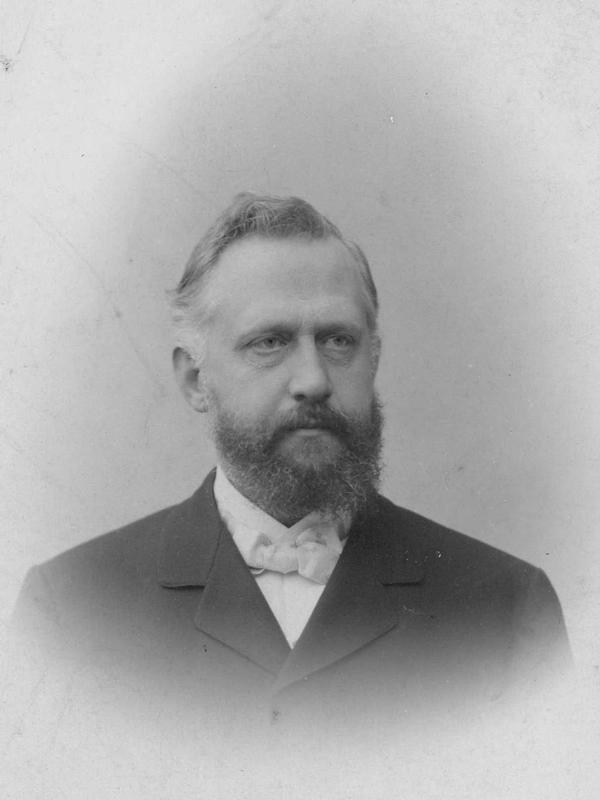
Alexander Koenig, Gründer des Museums

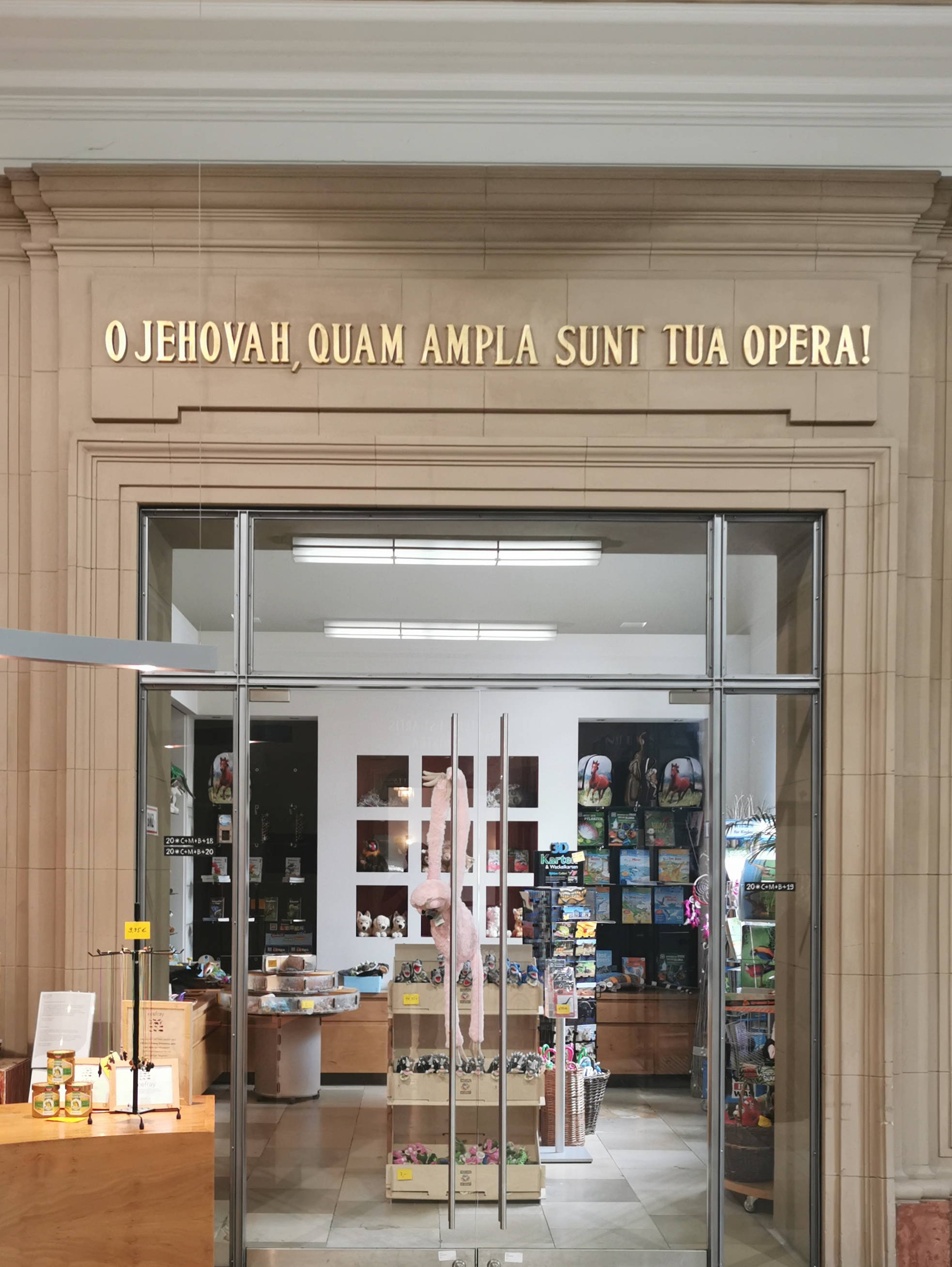
Wahlspruch im Foyer

1873 erwarb Leopold Koenig in der Nähe seiner eigenen, heute als Villa Hammerschmidt bekannten Residenz in Bonn eine 1860 errichtete Villa an der Coblenzer Straße, die er 1884 seinem Sohn Alexander aus Anlass dessen Promotion in Zoologie und seiner Hochzeit schenkte. Das obere Geschoss nutzte Alexander Koenig ausschließlich für seine zoologische Sammlung. 1898 bis 1900 ließ er nördlich der Villa nach dem Vorbild des Museums von Walter Rothschild und nach Plänen des Bonner Architekten Otto Penner ein „Ornithologisches Museum“ anbauen, das seine umfangreiche ornithologische Sammlung aufnahm. Koenig unternahm mehrere Forschungsreisen, unter anderem in die Arktis und nach Nordafrika, und vergrößerte seine Sammlung weiter. Auch Ankäufe bei Naturalienhändlern wie Hermann Rolle war Teil der Sammlungsstrategie.
Mit dem Erbe seines 1903 verstorbenen Vaters plante Alexander Koenig ein größeres naturkundliches Museum, nach dem Vorbild des Berliner Museums für Naturkunde. Am 3. September 1912 wurde der Grundstein des heutigen Hauptgebäudes des Museums Alexander Koenig gelegt, das sich direkt an das Privatmuseum anschließt und für das einige Bestandsbauten (Koblenzer Straße 212–220) abgerissen werden mussten. Architekt war Gustav Holland, ein Schulfreund Koenigs und Hofbaurat beim preußischen König; die Reliefs und Skulpturen an der Fassade entstanden unter Anleitung und Aufsicht des Bonner Bildhauers Karl Menser, wobei die Durchführung zum Teil in den Händen seines ehemaligen Schülers Jakobus Linden lag. Ausführendes Bauunternehmen war Philipp Holzmann.
Nach der Fertigstellung des Rohbaus im Sommer 1914 wurde das Gebäude wegen des Ersten Weltkrieges beschlagnahmt und als Lazarett, nach Kriegsende zunächst ab Ende 1918 von britischen und schließlich von 1920 bis 1926 von französischen Besatzungstruppen (unter letzteren als Caserne Napoléon 1er) als Kaserne und Gefängnis genutzt. Aufgrund seiner Vermögensverluste durch die Inflation von 1923 konnte Koenig das Projekt nicht wie beabsichtigt weiterführen und übereignete am 7. Februar 1929 nach langwierigen Verhandlungen um die Weiterführung des Museums- und Forschungsbetriebs das Museum dem Deutschen Reich. Die Ausführung des noch ausstehenden Innenausbaus übernahm als Vertreter von Gustav Holland der Bonner Architekt und Regierungsbaumeister a. D. Julius Rolffs. Am 13. Mai 1934 wurde das Museum eröffnet. Ab 1938 wurden Teile des Gebäudes als Luftschutz-Rettungszentrale sowie durch einen Sicherheits- und Hilfsdienst genutzt.

### Nach dem Zweiten Weltkrieg

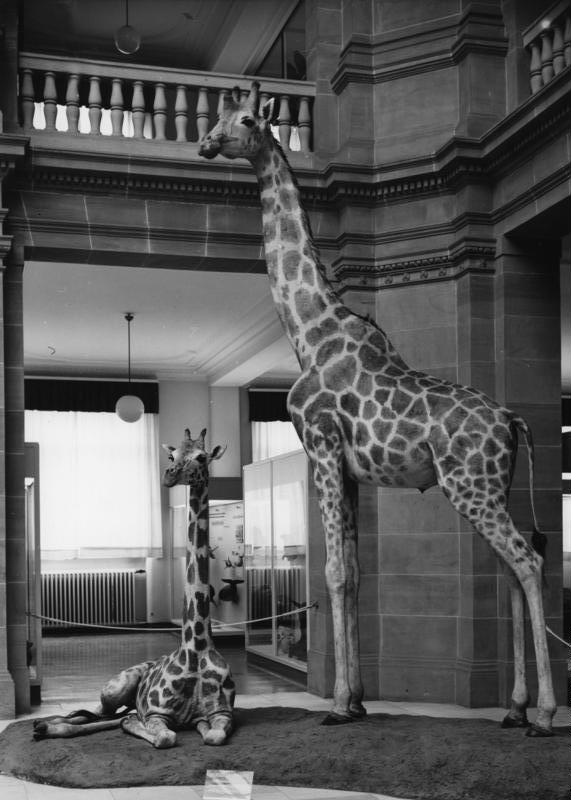
Die beiden Giraffen im Museum Koenig. Aufnahme vom Mai 1962

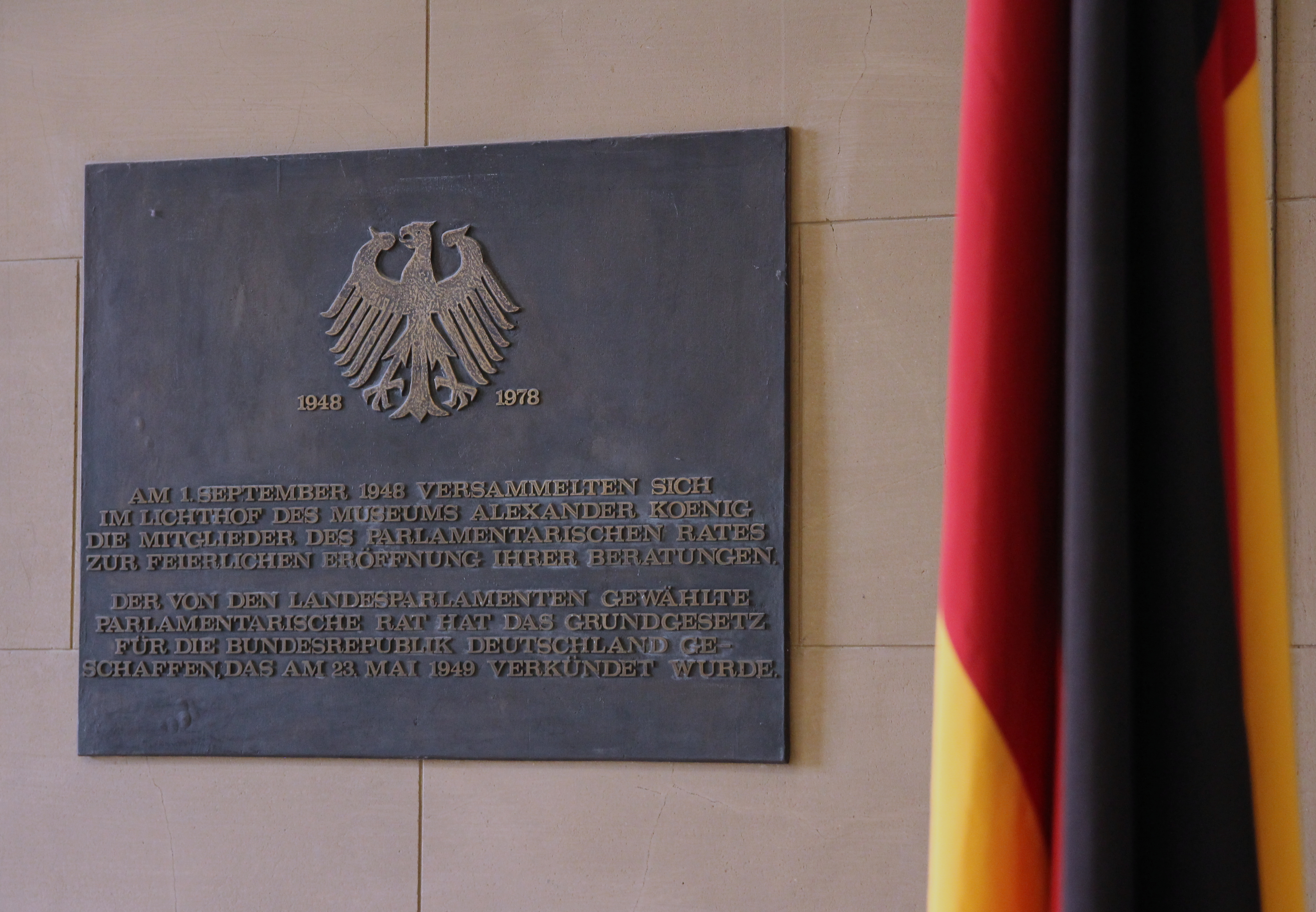
Gedenktafel zum Parlamentarischen Rat

Im Zweiten Weltkrieg blieb das Museum Koenig weitgehend unbeschädigt, war jedoch ab 1943 für den Publikumsverkehr geschlossen. Ausnahme war lediglich die ausgebrannte Villa (Südflügel), die 1949 aus Mitteln des Landes Nordrhein-Westfalen vereinfacht wiedererrichtet wurde. Da sonst in Bonn keine repräsentativen Gebäude verfügbar waren, fand in der großen Halle („Lichthof“) des Museums am 1. September 1948 der Festakt zum Zusammentritt des Parlamentarischen Rates statt. Die sich dort befindenden präparierten Giraffen wurden verhüllt, da sie nicht entfernt werden konnten. Unter der Leitung von Adolf von Jordans (1947–1957) wurde das am 15. Juni 1950 wiedereröffnete Museum weiter ausgebaut.
Kurzzeitig war das Museum Sitz des Bundeskanzleramts: Konrad Adenauer nutzte das Museum nach seiner Wahl im September 1949 zwei Monate als Dienstsitz – sein Arbeitszimmer war die ornithologische Bibliothek, Kabinettssitzungen wurden im Hörsaal abgehalten. Außerdem beherbergte das Museum in den zur Adenauerallee hin gelegenen Räumen bis 1957 Büros mehrerer Bundesministerien, darunter das Bundesministerium für Angelegenheiten des Marshallplanes, nach wie vor Teile des Bundeskanzleramts (bis 1955) und anschließend des Auswärtigen Amts. Zusätzlich entstand an der Rückseite des Museums Koenig 1950 ein behelfsmäßiger Bau in Holzskelettbauweise, der 24 Büroräume umfasste und in dem die erste Dienststelle des Amtes Blank unterkam. Aus diesem Grund ist das Museum heute eine der 18 Stationen auf dem „Weg der Demokratie“, mit dem in Bonn das ehemalige Regierungs- und heutige Bundesviertel historisch-touristisch erschlossen wird.
Seit dem 1. Oktober 1953 – der Übereignung durch die Bundesrepublik Deutschland – befindet sich das Museum Koenig im Besitz des Landes Nordrhein-Westfalen. Aufgrund der Funktion Bonns als Regierungssitz und der Anwesenheit zahlreicher Botschaften präsentierten sich einige Länder in eigenen Ausstellungen im Museum Koenig. Bei den Bauarbeiten zum Stadtbahntunnel in den 1970er-Jahren bildeten sich Risse am Museum Koenig, bei einem Erdbeben erlitt es weitere Schäden. Die Eintragung des Museums in die Denkmalliste der Stadt Bonn erfolgte 1985. In den 1990er-Jahren wurden das Lazarett im Keller und der Luftschutzbunker aus der Zeit zwischen dem Ersten und Zweiten Weltkrieg abgebrochen. Von 1998 bis 2003 erfolgte eine Grundsanierung des Hauptgebäudes nach Plänen des Bonner Architekturbüros Karl-Heinz Schommer. Von 2003 bis 2006 entstand ein rückwärtiger Erweiterungsbau („Clas M. Naumann-Bau“); 2012 wurde eine vierjährige Dachsanierung abgeschlossen.

## Heutiges Museum

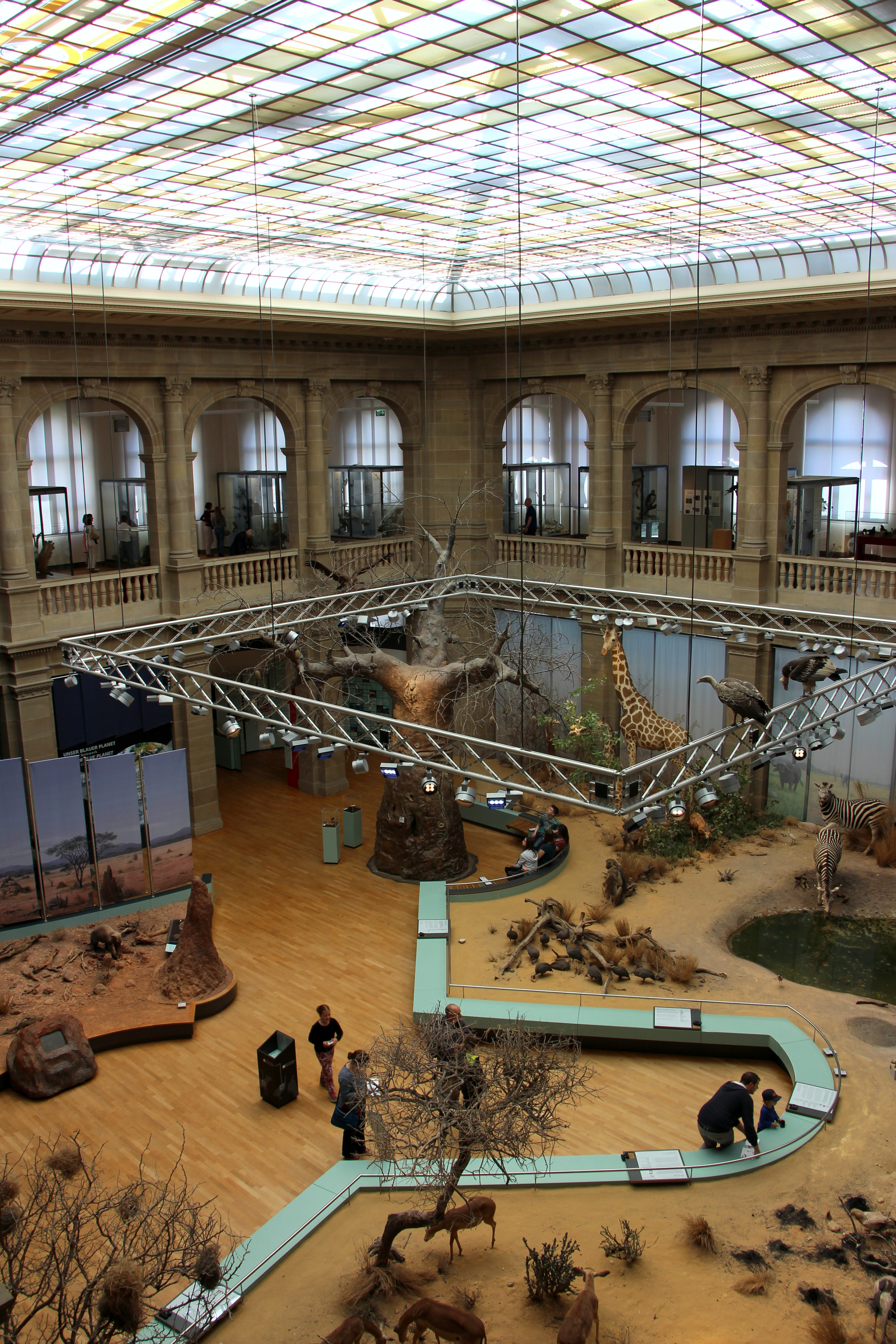
Lichthof mit dem zentralen Diorama zur afrikanischen Savanne

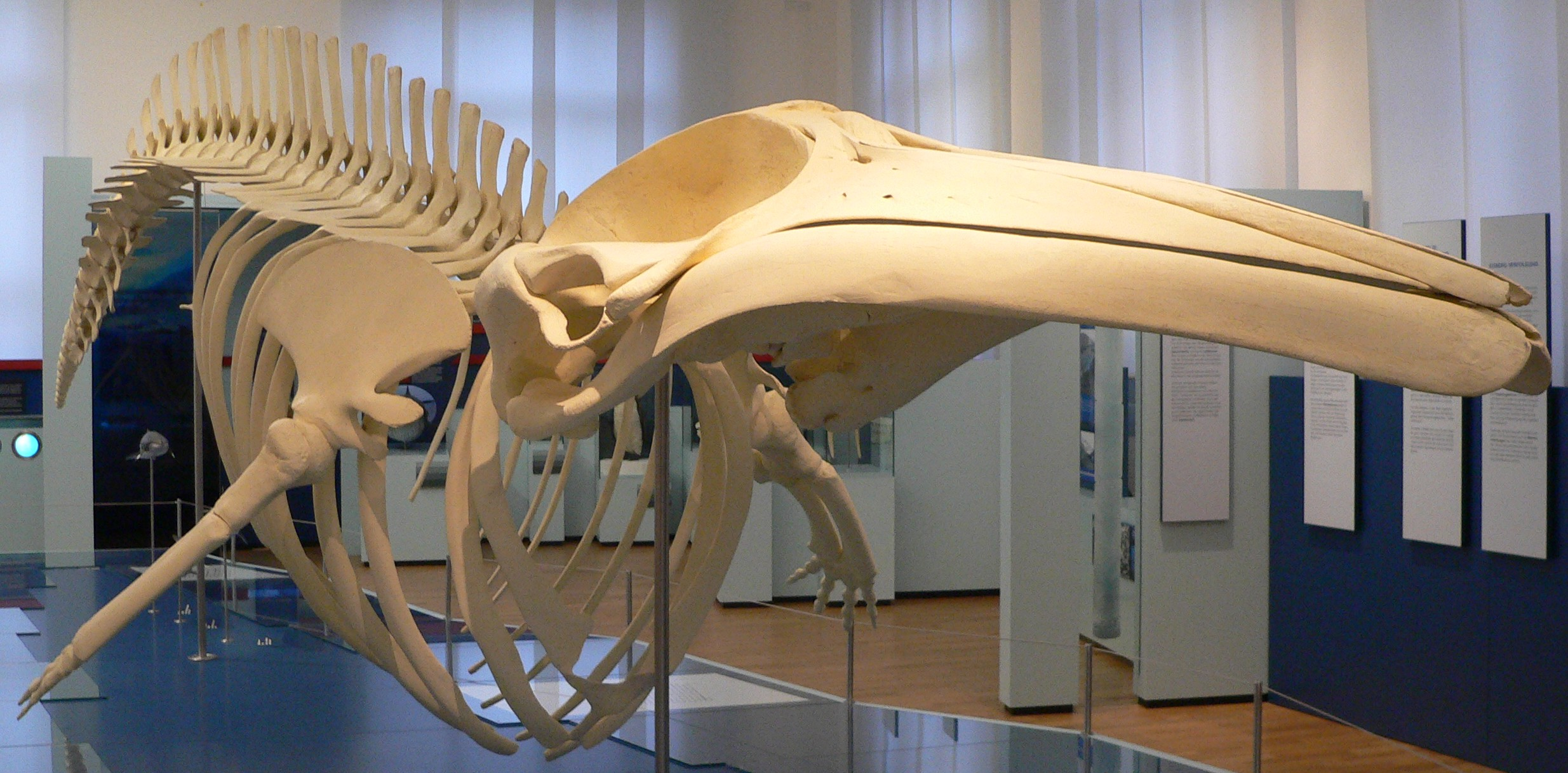
Zwergwalskelett im Museum Koenig

Mit etwa sieben Millionen Präparaten gehört die naturkundliche Sammlung des Museum Koenig zu den größten Deutschlands. Das Museum gliedert sich in vier Zentren und vier Abteilungen:
- Zentrum für Taxonomie und Morphologie (ztm) mit den Abteilungen Wirbeltiere und Arthropoden (Gliedertiere)
- Zentrum Molekulare Biodiversitätsforschung (zmb)
- Zentrum für Biodiversitätsmonitoring und Naturschutzforschung (zbm)
- Zentrum für Wissenstransfer (zwt) mit den Abteilungen Öffentlichkeitsarbeit und Ausstellungen

Sowohl die Grundlagenforschung auf dem Gebiet der Systematik als auch die Tätigkeit auf dem Gebiet der Bildung erfüllen wichtige gesellschaftsrelevante Aufgaben.
Im Jahr 2010 beschäftigte das Museum 49 feste (davon 14 wissenschaftliche) und 130 weitere Mitarbeiter. Von diesen waren 15 Wissenschaftler in Drittmittelprojekten, 100 Diplomanden, Doktoranden und Staatsexamenskandidaten sowie 15 ehrenamtliche Mitarbeiter. Seit 1949 gehört das Museum Koenig zu den von den Ländern gemeinschaftlich finanzierten Forschungseinrichtungen überregionaler Bedeutung, aus denen sich die Leibniz-Gemeinschaft entwickelt hat. Seit dem 24. September 2009 ist es Gründungsmitglied des Humboldt-Rings. Zum 1. Januar 2013 wurde das Museum Koenig durch ein Landesgesetz von einer unmittelbaren Landeseinrichtung in eine Stiftung des öffentlichen Rechts überführt.
Seit dem Jahr 2004 (Neueröffnung im Oktober 2003) spiegelt auch die Dauerausstellung unter dem Titel „Unser blauer Planet – Leben im Netzwerk“ die Verlagerung des Forschungsschwerpunkts zur Biodiversitätsforschung wider. Ziel der Dauerausstellung ist, Einblick in die Funktionsweisen von Großlebensräumen zu bieten. Dazu werden überwiegend Großdioramen und inszenierte, naturalistische Landschaftsdarstellungen verwendet. Die Ausstellung gliedert sich in die Teile:

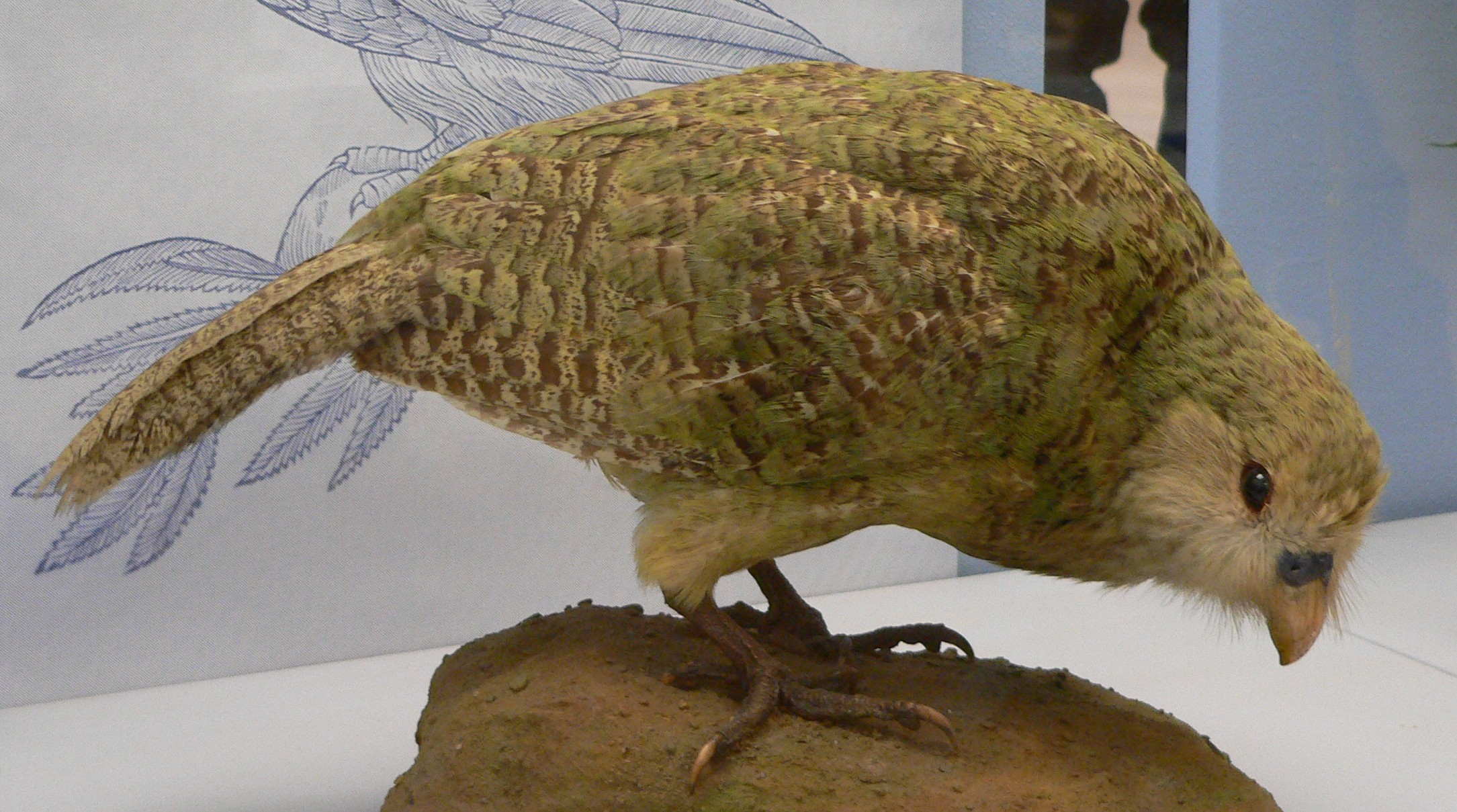
Zu den ausgestellten Exponaten gehört auch der seltene Kakapo

- Savanne – Das wechselvolle Paradies
- Regenwald – Schatzkammer des Lebens
- Arktis/Antarktis – Leben in der polaren Eiswelt
- Mitteleuropa – Heimat entdecken
- Vogelwelt – Federführende Faszination
- Vivarium – Lebendige Vielfalt

Besonders beeindruckend ist die Inszenierung einer afrikanischen Savanne im Lichthof des Hauses. In der naturalistischen Darstellung dieses Lebensraums mit zahllosen Präparaten ist das Zusammenspiel der unterschiedlichen Lebewesen vor allem für junge Besucher nachvollziehbar.
Die Ausstellung „Regenwald – Schatzkammer des Lebens“ wurde neu gestaltet. Am 27. April 2016 wurde der erste Teil des ehrgeizigen Konzeptes mit dem Titel „Unterholz“ eröffnet. Herausragend sind wieder die präzisen Arbeiten der Präparatoren des Museums, die für eine frappierend echt aussehende Darstellung sorgten. Seit dem 16. Dezember 2022 wurde die Regenwald-Ausstellung um den Bereich „Regenwald-Kronendach“ erweitert. Dort finden sich charakteristische Pflanzen und Tiere aus dem Kronenraum eines afrikanischen Tiefland-Regenwaldes.

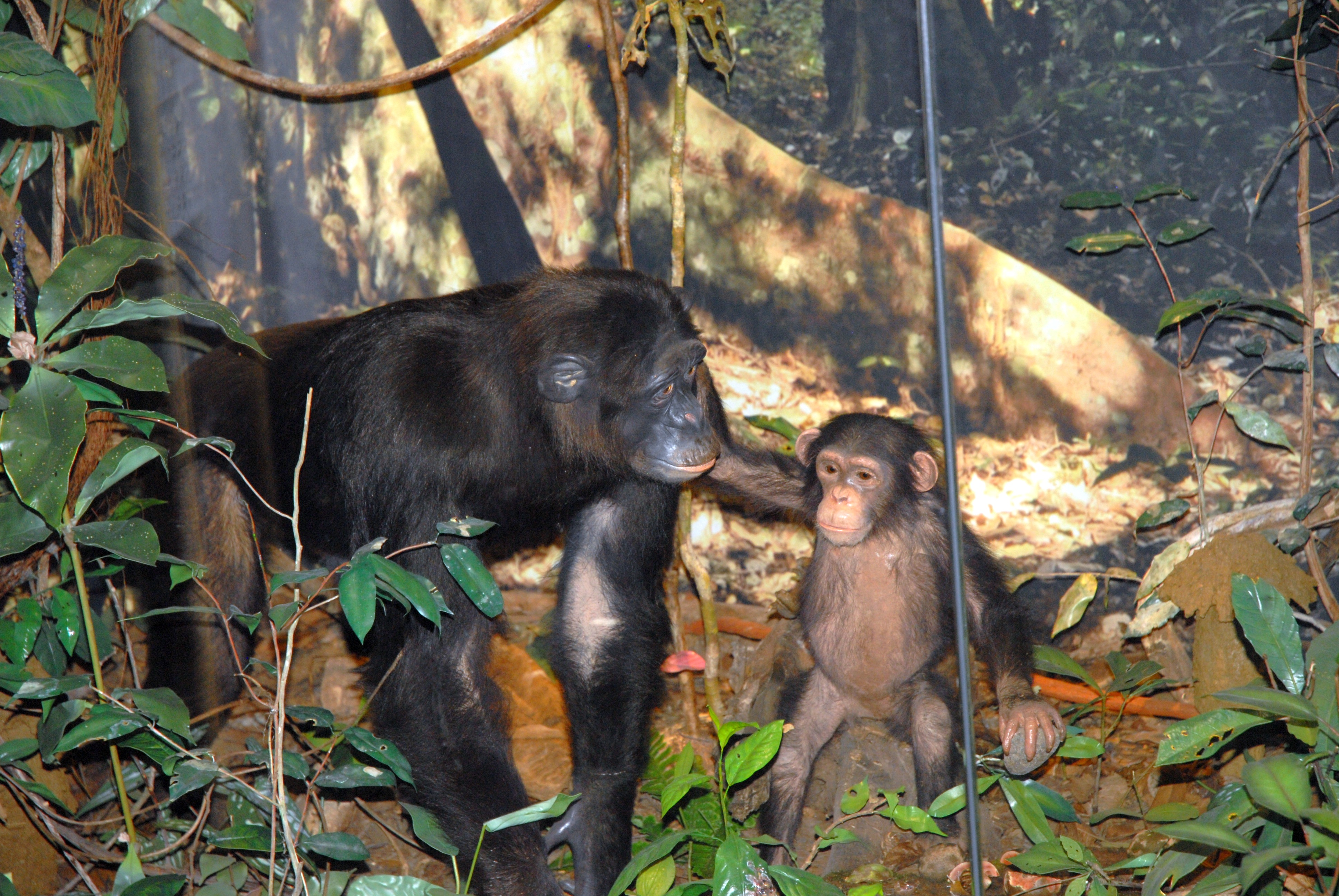
Schimpansen in der Regenwald-Ausstellung

Das Museum vermarktet seine Ausstellung seit 1995 gemeinsam mit benachbarten Institutionen als Teil der Bonner Museumsmeile.

## Sammlung
Schwerpunkte der Sammlung sind:

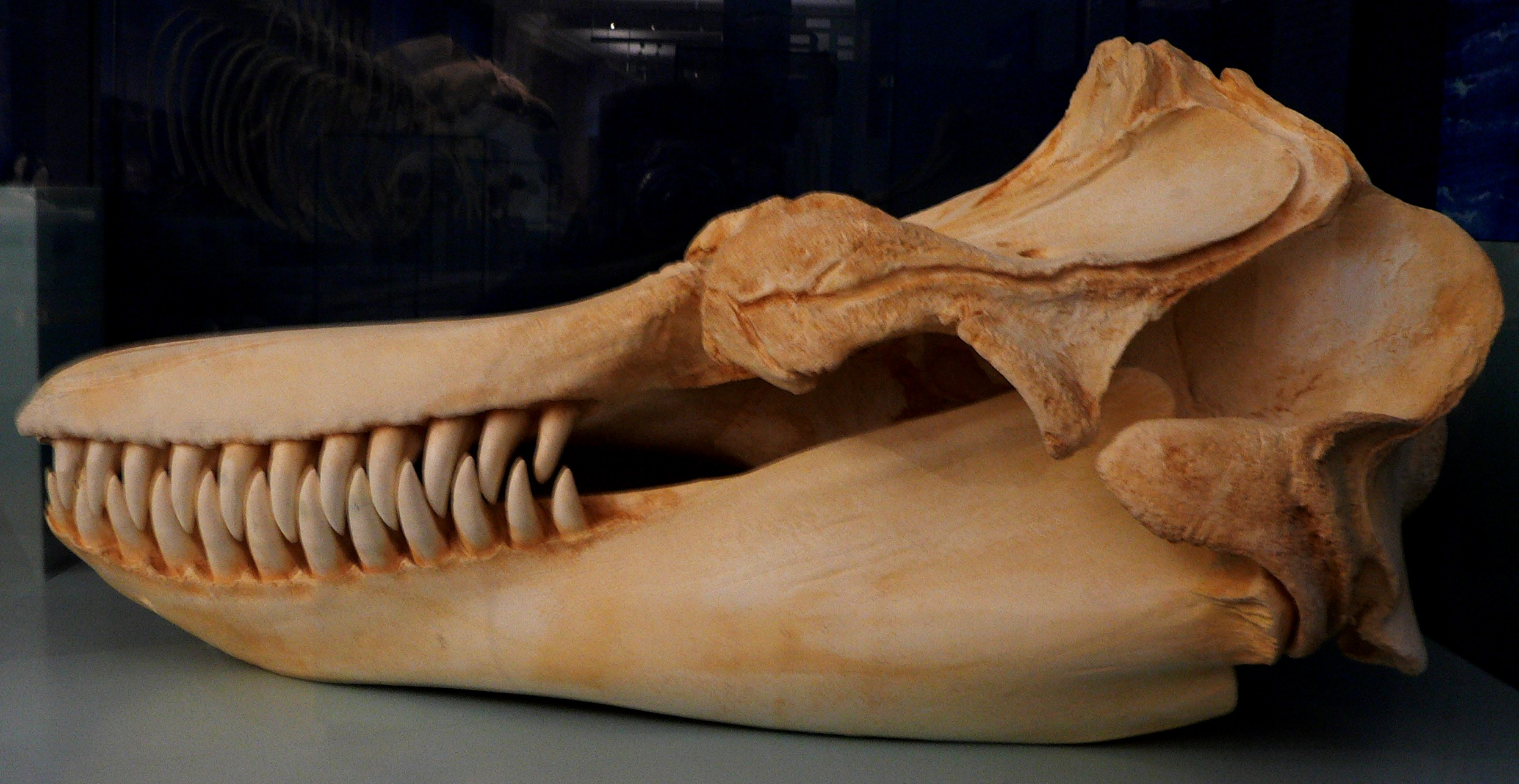
Modell eines Schädel-Skeletts eines Orcas

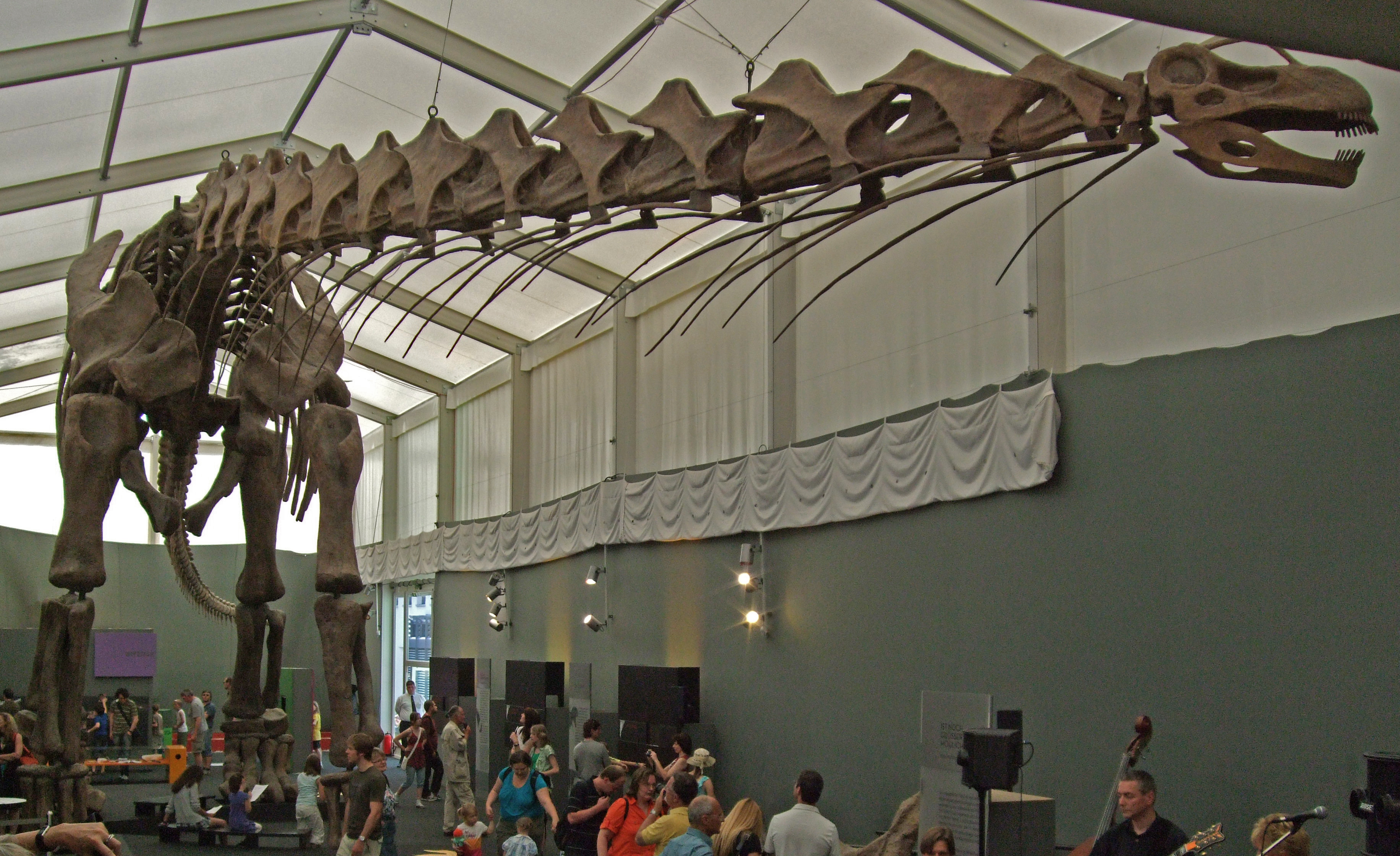
Argentinosaurus, Juni 2010

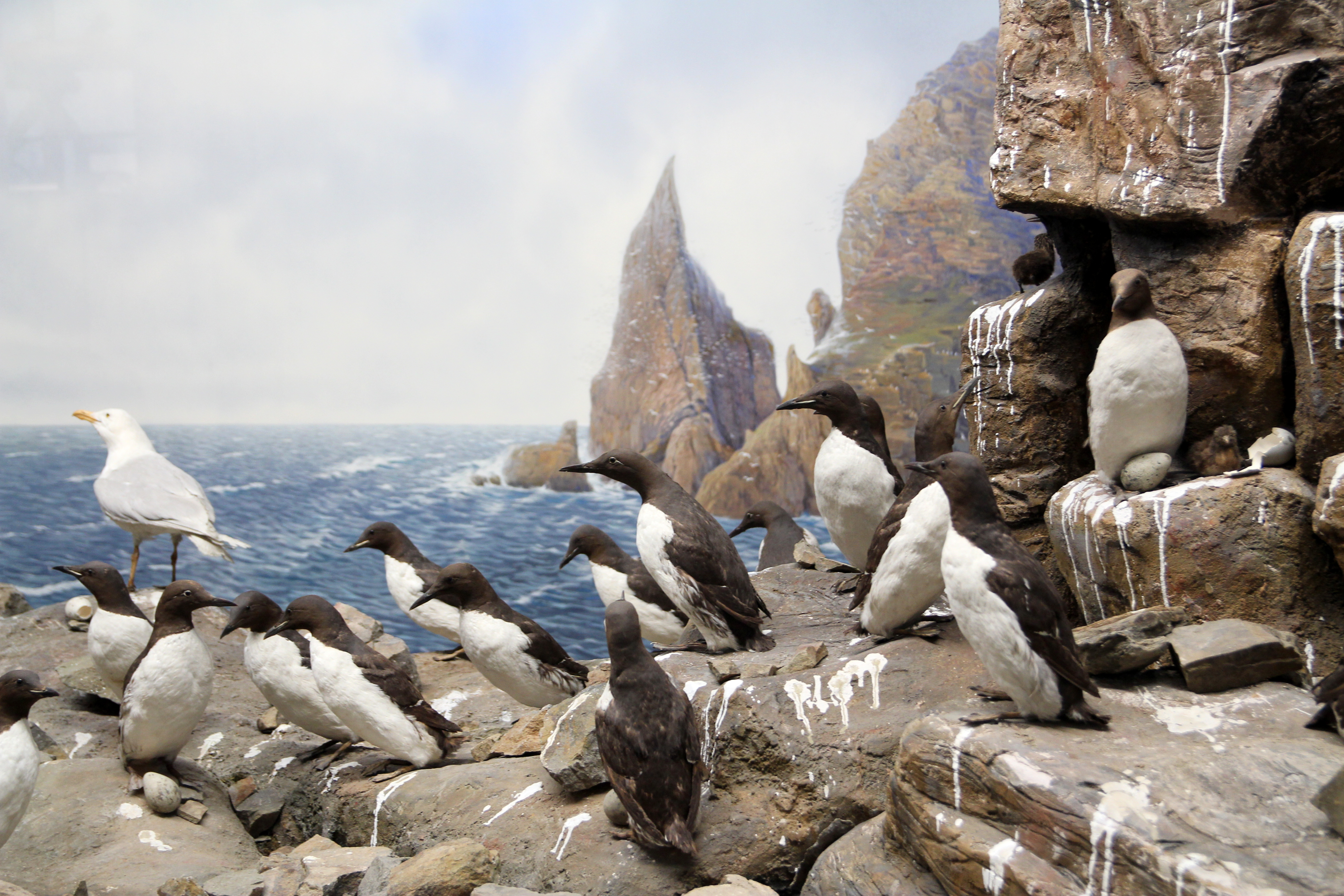
Diorama mit Seevögeln

- Sammlung von Arachnida und Arthropoda (basale Gliedertiere) mit ca. 70.000 Exemplaren, darunter die weltweit umfangreichste Vergleichssammlung von Zitterspinnen[19]
- Diptera-Sammlung (Fliegen, Mücken etc.) mit ca. 300.000 Exemplaren[20]
- Coleoptera-Sammlung (Käfer) mit ca. 2.500.000 Exemplaren[21]
- Hymenoptera-Sammlung (Hautflügler) mit ca. 153.000 Exemplaren[22]
- Lepidopteren-Sammlung (Schmetterlinge) mit ca. 2.000.000 Exemplaren, darunter ca. 600.000 chinesische Schmetterlinge[23]
- Myriapoda-Sammlung (Tausendfüßern, Riesenkugler, Saftkugler, Wursttausendfüßer, Urtausendfüßer) mit ca. 15.000 Exemplaren[24]
- ichthyologische Sammlung (Fische) mit ca. 100.000 Exemplaren[25]
- herpetologische Sammlung (Amphibien und Reptilien) mit ca. 100.000 Exemplaren[26]
- ornithologische Sammlung (Vögel) mit ca. 150.000 Exemplaren (inkl. Eier, Nester und Skelette)[27]
- theriologische Sammlung (Säugetiere) mit ca. 100.000 Individuen[28]

## Förderverein
Die Alexander Koenig Gesellschaft e. V. (AKG) hat das Ziel, das Museum in seinen Arbeiten zu unterstützen sowie das Interesse und Verständnis für die Bedeutung der zoologischen Wissenschaft und Forschung und die Sammlungen des Museums zu wecken. Der Verein unterstützt Forschungsvorhaben zu Themen der Biodiversität, Taxonomie, Systematik, Evolution und Biogeographie sowie Projekte auf dem Gebiet des Naturschutzes. Die AKG ist Herausgeber der Zeitschrift Koenigiana und begleitet die Öffentlichkeitsarbeit des Museums. Die Gesellschaft veranstaltet Vorträge, leistet  Jugendarbeit unter dem Titel „Natur beflügelt“, spricht reife Menschen mit dem Programm „Mehr Wissen Wollen“ an, gestaltet für die Grundschulen der Bonner Region einen Malwettbewerb, sowie für Hobbyfotografen einen Fotowettbewerb. Mit der Unterstützung von Sponsoren und Paten wird die Regenwaldausstellung des ZFMK erweitert und das Museum als Außerschulischer Lernort in Bonn für alle Schultypen  gefördert.

## Direktoren
Die Position des Direktors des Zoologischen Forschungsmuseums ist seit 1989 an den Lehrstuhl für Spezielle Zoologie der Rheinischen Friedrich-Wilhelms-Universität Bonn gekoppelt. Derzeitiger Direktor des Museum Koenig ist seit Mai 2020 Bernhard Misof. Adrian Grüter ist kaufmännischer Geschäftsführer und administrativer Leiter.
Vorgänger im Direktorenamt waren:
- Alexander Koenig 1934–1940
- Adolf von Jordans 1948–1957
- Martin Eisentraut 1957–1967, kommissarisch bis 1969
- E. G. Franz Sauer 1969–1971
- Martin Eisentraut, kommissarisch 1971–1977
- Günter Nobis 1977–1988
- Hubert Roer, 1988–1989
- Clas Michael Naumann zu Königsbrück 1989–2004, nach dem der 2006 eröffnete Erweiterungsbau benannt wurde
- Wolfgang Böhme, kommissarisch Februar 2004 bis Oktober 2004
- Wolfgang Wägele, 2004–2020
- Bernhard Misof, seit 1. Mai 2020

## Auszeichnungen
2013 erhielt das Forschungsmuseum für sein Projekt German Barcode of Life Projekt (GBOL), der Erstellung der ersten umfassenden genetischen Nationalbibliothek der Artenvielfalt Deutschlands, von der Ministerin für Innovation, Wissenschaft und Forschung des Landes Nordrhein-Westfalen, Svenja Schulze, die Auszeichnung Ort des Fortschritts in NRW. Mit dem Preis werden Institutionen gewürdigt, die „Ökonomie, Ökologie und Soziales innovativ verbinden und damit Fortschritt für die Gesellschaft ermöglichen“.